# 西城区行政委员会
西城区行政委员会是中华人民共和国青海省海西蒙古族藏族自治州格尔木市人民政府的一个副县级派出机构，于2002年5月正式成立。辖区面积60741.09平方公里。人口118777人，约占格尔木市人口的40%。
西城区是格尔木通向西藏、甘肃的西门户和北大门。西城区城市所辖区域包含着格尔木市区的中山路以西、八一路以北的大片城区。城郊含格尔木市人口众多和面积最大的两个乡镇的大片区域。辖区内矿产资源十分丰富，铁、钢、铅、锌、钴、金等有色金属和稀有金属开发潜力巨大，格尔木市70%以上的有色金属均在辖区内。目前，肯德可克铁矿（格尔木庆华矿业有限责任公司）、索拉吉尔铜矿（格尔木胜华矿业有限责任公司）开发项目已初具规模。辖区内共有中央、省、州、市各级行政企事业单位270个，驻军（警）部队团以上单位15个。青藏兵站部大部分团以上单位均驻扎在辖区内。此外，还有兰空、二炮、雷达部队以及军地两用机场也驻扎在此。辖区内有胡杨林、玉珠峰、金渔湖、七八七草原、蒙古族土族风情园等旅游景点。西城区是格尔木少数民族聚居区，有藏、蒙古、回、土、哈萨克等20多个民族居住，全市80%以上的少数民族人口集中在西城区。近年涌入格尔木的流动人口绝大多数居住在西城区。

## 行政区划
下辖3个街道、1个镇、1个乡。乡镇街道下设31个行政村、14个社区。
- 街道：河西街道、西藏路街道、金峰路街道
- 镇：郭勒木德镇
- 乡：乌图美仁乡